# Trilla (Pirenéus Orientais)
Trilla (em catalão:  Trillà; em occitano:  Trilhan) é uma comuna francesa na região administrativa da Occitânia, no departamento dos Pirenéus Orientais. Estende-se por uma área de 8.96 km², e possui 75 habitantes, segundo o censo de 2018, com uma densidade de 8.4 hab/km².